# Don Ray (cestista)
Donald Leroy Ray, detto Don (Mt. Juliet, 8 luglio 1921 – Bowling Green, 23 novembre 1998), è stato un cestista statunitense, professionista nella NBL, nella NBA e nella NPBL.

## Carriera
Venne selezionato dai Philadelphia Warriors al primo giro del Draft BAA 1948 (11ª scelta assoluta).